# مینولا (آرکانزاس)
مینولا (به انگلیسی: Mineola) یک منطقهٔ مسکونی در ایالات متحده آمریکا است که در شهرستان هوارد، آرکانزاس واقع شده‌است. مینولا ۳۰۱٫۱۵ متر بالاتر از سطح دریا واقع شده‌است.